# ياسر عرفات
ياسر عرفات واسمه الحقيقي محمد عبد الرؤوف عرفات القدوة الحسيني. يُكنّى بأبي عمّار ويُلقب بالختّيار. (29 صفر 1348 هـ / 4 أغسطس 1929 – 28 رمضان 1425 هـ / 11 نوفمبر 2004 )، هو سياسي وعسكري فلسطيني لاجئ وأحد مؤسسي حركة فتح وجناحها المسلح «قوات العاصفة» و‌كتائب شهداء الأقصى.
هو ثالث رؤساء منظمة التحرير الفلسطينية منذ تأسيسها عام 1964، حيث تولّى رئاسة مجلسها التنفيذي من عام 1969 وحتى وفاته عام 2004، كان القائد العام لحركة فتح «أكبر حركات منظمة التحرير» والتي أسّسها ورفاقه عام 1959. عارض منذ البداية الوجود الإسرائيلي في فلسطين، لكنّه عاد وقبِل قرار مجلس الأمن التابع للأمم المتحدة رقم 242 في أعقاب هزيمة حرب 1967، وموافقة منظمة التحرير الفلسطينية على قرار حلّ الدولتين والدخول في مفاوضات سرية مع الحكومة الإسرائيلية. كرّس معظم حياته لقيادة النضال الوطني الفلسطيني مطالبًا بحق الشعب الفلسطيني في تقرير مصيره.
في تسعينيات القرن العشرين، دخل عرفات ومنظمة التحرير الفلسطينية في سلسلة من المفاوضات مع إسرائيل لإنهاء عقود من الصراع الإسرائيلي الفلسطيني. من تلك المفاوضات؛ مؤتمر مدريد 1991، واتفاقية أوسلو عام 1993. ترأّس السلطة الوطنية الفلسطينية عام 1996 بعد انتخابه. أدانت الفصائل الإسلامية وبعض اليسارية والعضوة في منظمة التحرير الفلسطينية التنازلات التي قُدمت للحكومة الإسرائيلية، وأصبحوا من المعارضة. وفي عام 1994 مُنحت جائزة نوبل للسلام لياسر عرفات، وإسحاق رابين، وشمعون بيريز بسبب مفاوضات أوسلو.
في الأشهر الأخيرة من عام 2004، مرض ياسر عرفات بعد سنتين من حصار للجيش الإسرائيلي له داخل مقره في رام الله، ودخل في غيبوبة. أُعلن عن وفاته فجر يوم الخميس 11 نوفمبر 2004 في مستشفى بيرسي العسكري بباريس عن عمر جاوز 75 عاماً. لم يُعلن سبب الوفاة على التحديد، وقد قال الأطباء أن سبب الوفاة هو تليف الكبد، ولكن لم يتم تشريح الجثة.

## النشأة

### اسمه
اسم عرفات الكامل هو محمد عبد الرحمن بن عبد الرؤوف بن عرفات القدوة الحسيني. اسمه الأول محمد عبد الرحمن، واسم والده عبد الرؤوف وجده عرفات، أما القدوة فهو اسم العائلة، والحسيني هو اسم قبيلة عائلة القدوة. ولكن لا توجد علاقة بين عائلة الحسيني التي تنتمي إليها عائلة القدوة المستقرة في غزة، وعائلة الحسيني المعروفة في القدس. ومنذ نشأة عرفات في القاهرة، ترك جزءًا من اسمه أحمد أو محمد تقليدا للمصرين، كمشاهير المصرين أمثال أنور السادات وحسني مبارك. وبعد ذلك ترك اسم عبد الرحمن وعبد الرؤوف. وفي الخمسينيات بدأ يستخدم اسم ياسر عرفات. واختار أبو عمار كاسم حركي له. واسميه الإثنين اختارهما على اسم الصحابي الجليل عمار بن ياسر. وعلى الرغم من تركه لأسماء عدة، احتفظ باسم عرفات لدلالاته في الإسلام، شبهه باسم جبل عرفات.

### ولادته وطفولته
ولد في القاهرة لأسرة فلسطينية. أبوه عبد الرؤوف عرفات القدوة الحسيني من غزة، وجدته مصرية. وكان أبوه يعمل في تجارة الأقمشة في حي السكاكيني. وكان الولد السادس لأسرة فلسطينية تتكون من سبعة أفراد. ولد هو وأخوه الصغير فتحي في القاهرة. ونسبه من جهة أمه يتفرع من عائلة الحسيني، التي تعتبر من الأسر المقدسية المعروفة والتي برز بعض أفرادها في التاريخ الوطني الفلسطيني. قضى عرفات مراحل طفولته ومرحلة شبابه الأولى في القاهرة. وقد توفيت والدته زهوة أبو السعود عندما كان في الرابعة من عمره بسبب قصور كلوي.
أرسل بعدها مع أخيه فتحي إلى القدس، حيث استقرا عند أقارب أمه في حارة المغاربة. وعاش هناك مع خاله سالم أبو السعود 4 سنوات. وفي عام 1937 عندما تزوج والده بامرأة ثانية، أخذه أبوه وأخته إنعام ليعيش إلى جانبهما وتحت رعايتهما في القاهرة. كانت علاقته بوالده تزداد سوءًا في كل يوم، حتى أن ياسر عرفات لم يحضر جنازة والده في عام 1952. وحتى بعد عودته إلى غزة، لم يذهب لزيارة قبر والده.

### تعليمه والحرب العربية الإسرائيلية عام1948
أنهى تعليمه الأساسي والمتوسط في القاهرة حيث اكتسب في تلك الفترة لهجته المصرية التي لم تفارقه طوال حياته.
في صباه وشبابه تردد على بعض المنفيين من فلسطين، وأصبح مقربًا من أوساط المفتي أمين الحسيني الذي كان منفيًا في القاهرة، كما تعرف في تلك الفترة على عبد القادر الحسيني وابنه فيصل الحسيني. المقيم في نفس الحي وكان عرفات يعلل هذا الأمر بأنه يريد «دراسة عقليتهم» و«التعرف أكثر على عدوه». كما ذكرت أخته الكبرى إنعام بأن عرفات «كان يشارك في كل المظاهرات، وكنت أجري دائما وراءه لإعادته للبيت»، كما كانت تمنع عنه مصروف الجيب عقابا له غير أن ذلك لم يردعه واستمر في نشاطه.
وفي سن السابعة عشرة من عمره قرر الدراسة في جامعة الملك فؤاد (جامعة القاهرة حاليًا)، فدرس الهندسة المدنية، وتخرج في عام 1950. وفي تلك الفترة دخل في نقاشات مع يهود وصهاينة، وأصبح أكثر معرفة باليهودية والصهيونية بعد قراءته لأعمال كُتاب يهود منهم تيودور هرتزل.
في أثناء حرب 1948 ترك عرفات الجامعة، وذهب إلى فلسطين مع غيره من العرب وسعى للانضمام إلى الجيوش العربية المحاربة لإسرائيل. وبعد ذلك حارب مع الفدائيين الفلسطينيين، ولكنه لم ينضم رسميا لأي منظمة. كما قاتل إلى جانب جماعة الإخوان المسلمون. انضم إلى الجيش المصري في حربه الرئيسية التي كانت في غزة. وفي بداية عام 1949 كانت الحرب تتقدم في الحسم لصالح إسرائيل، وفي تلك الأثناء عاد عرفات إلى القاهرة بسبب نقص الدعم اللوجستي.
وبعد عودة عرفات إلى الجامعة درس الهندسة المدنية. كما واصل نشاطه السياسي، فتم انتخابه رئيسًا لاتحاد الطلاب الفلسطينيين في القاهرة من عام 1952 لعام 1956. وكانت السنة الأولى (1952) لرئاسة عرفات لاتحاد الطلاب الفلسطينيين في القاهرة بالاشتراك مع صلاح خلف المعروف باسمه الحركي (أبو إياد).وفي السنة الأولى من رئاسته أيضًا، قامت حركة الضباط الأحرار بالإطاحة بالملك فاروق الأول، وتم تغير اسم جامعه الملك فؤاد لتصبح جامعة القاهرة.في تلك الفترة تعرف على فاروق القدومي الناشط في حزب البعث، وتخرج في تلك الفترة من كلية الهندسة المدنية، واستُدعي إلى الجيش المصري في أثناء العدوان الثلاثي على مصر لفترة قصيرة في الوحدة الفلسطينية العاملة ضمن القوات المسلحة المصرية برتبة رقيب، إلا أنه لم يشارك شخصيا في أرض المعركة. وبعد تسريحه هاجر إلى الكويت حيث عمل هناك كمهندس، وبدأ في مزاولة بعض الأعمال التجارية. وفي نهاية ذلك العام، شارك في مؤتمر عقد في مدينة براغ، ارتدى فيه عرفات كوفية بيضاء. وبعد ذلك بدأت تلك الكوفية تُرتدى في الكويت، وأصبحت تختص باللونين الأبيض والأسود.

## سيرته

### تشكيل حركة فتح
كان قبول رئيس الضباط الأحرار جمال عبد الناصر بقرار الأمم المتحدة بوضع قوات طوارئ دولية في سيناء، وقطاع غزة في عام 1956 نتيجة للعدوان الثلاثي على مصر، سببًا لابتعاد جميع المحاربين (غير النظامين) (المجاهدين)، والفدائيين عن تلك المنطقة في تلك الفترة. وكان عرفات قد قدم طلبًا للحصول على تأشيرة من كندا، ومن بعدها السعودية، ولكنه لم ينجح في الحصول على تأشيرة من كلا البلدين. وفي عام 1957، قدم على طلب للحصول على تأشيرة من الكويت، وحصل على التأشيرة وسافر إلى الكويت وعمل مهندسًا معماريًا. وقابل في الكويت اثنين من أصدقائه وهما عضوان فلسطينيان من جماعة الأخوان المسلمين في مصر، وهما صلاح خلف، واسمه الحركي أبو إياد، والثاني هو خليل الوزير، واسمه الحركي أبو جهاد. وأصبح الاثنان فيما بعد ذراع عرفات الأيمن. وفعل أبو إياد مثل عرفات وذهب إلى الكويت في نهاية عام 1957. أما أبو جهاد فكان يعيش في الكويت ويعمل مدرسًا. وفي عام 1960، ساعد أبو إياد عرفات في الحصول على وظيفة مُدرِّسًا مؤقتًا.
بدأ عرفات بتشكيل مجموعات من أصدقائه الذين لجأوا إلى الكويت قادمين من غزة، وتطورت تلك المجموعات حتى كوَّنت حركة عرفت باسم حركة فتح. وأول المؤسسين للحركة هم خليل الوزير، وصلاح خلف، وخالد الحسن، وفاروق القدومي. ولم يُعرف بالتحديد وقت تأسيس حركة فتح، إلا أن تأسيسها كان في الفترة ما بين عامي 1958-1960، استنادًا إلى بعض المعلومات التي جمعت من مجلة نداء الحياة فلسطيننا فقط. واسم حركة فتح هو اختصار معكوس لحركة التحرير الوطني الفلسطيني. وبعد ذلك اسُتخدمت كلمة فتح ومعناها النصر على العدو كاسم خاص لحركة فتح.
كرست حركة فتح الجهود المبذولة في كفاحها المسلح من قبل الفلسطينيين لتحرير فلسطين. وفي هذا الصدد، فإن الغالبية كانت تؤمن باستجابة عربية موحدة من مختلف المنظمات السياسية والمقاومة الشعبية الأخرى لدعم قضيتهم ونضالهم. ولكن لم تتوافق أيديولوجيات الحكومات العربية في ذلك الوقت مع أيديولوجيات منظمة التحرير الفلسطينية. وعندها حاولت الفصائل الفلسطينية المختلفة إنشاء نظام حكم مركزي مثل باقي الدول العربية كمصر، والعراق، وسوريا، والسعودية.
وفي البداية اعتمدت الحركة في تمويلها على مقتطعات من رواتب المغتربين الفلسطينيين. ورفض عرفات الدعم المقدم من الحكومات العربية، حتى لا يبقى مضطرًا إلى اتباع نفس أيديولوجياتهم والوقوف تحت مظلة أفكارهم. وأيضًا لم يتفق مع أصحاب الأيديولوجيات الأخرى التي لم ترغب في الابتعاد عن تلك الدول والاستفادة من الدعم الكامل التي تقدمه. وبذل عرفات جهودًا كبيرة لتكوين مصادر دعم لحركة فتح من الأغنياء الفلسطينيين في الكويت، وقطر، وباقي دول الخليج. وفي عام 1961، تعرف على محمود عباس، أبو مازن في قطر. وقد مكن تواصل عرفات مع رجال الأعمال والعاملين في صناعة النفط في حثهم على مساعدة حركة فتح، فساعدوها بسخاء. واستمر ياسر عرفات على نفس المنوال أيضًا في الدول العربية الأخرى مثل سوريا، وليبيا. وفي هذه الأثناء أُنشئت منظمة التحرير الفلسطينية برئاسة أحمد الشقيري في عام 1964. وفي تلك الفترة، كانت منظمة التحرير الفلسطينية واقعة تحت سيطرة وتجاذبات بعض الدول العربية من بينها مصر والأردن لذلك نُظر إليها في ذلك الوقت على أنّها كيان لا يحقق طموحات الشعب الفلسطيني، وأثر ذلك على ما يعرف بسياسة استقلالية القرار الوطني الفلسطيني الذي يشكل أحد مبادئ الحركة، مما تسبب في وقوع الحركة في تجاذبات مع بعض النظم العربية، وتم سجن عرفات مع بعض قيادات فتح في سوريا. وفي تلك الحقبة أرسى عرفات مع قيادات حركة فتح سياسة تعتمد على البدء بمقاومة مسلحة ضد إسرائيل، وفي نفس الوقت قام بتجنيد الرأي العام العربي لصالح القضية الفلسطينية. كما بعث روح الكفاح والمقاومة والاعتماد على الذات بين صفوف الشعب الفلسطيني، فتحول الشعب الفلسطيني من شعب مشرد في المنافي يستجدي رغيفه من الوكالات الدولية إلى شعب محارب يأخذ مصيره على عاتقه، وكان لهذه السياسة تأثير كبير على وعي الشعب الفلسطيني وعلى تشكيل هويته الوطنية.
وفي عام 1963، اعترفت الدول العربية بأن منظمة التحرير الفلسطينية التي أُنشئت في نفس العام هي الممثل الوحيد للشعب الفلسطيني، واعتبر مجلس جامعة الدول العربية أن رئيس المنظمة ممثِلًا للفلسطين لدى الجامعة. وقد هاجر ياسر عرفات إلى سوريا، حتى يتمكن من جمع دخل أكبر من الأعضاء. ويتمكن أيضًا من بدأ الكفاح المسلح ضد إسرائيل. وكان عدد أعضاء حركة فتح قبل ذلك حوالي 300 عضو، ولم يكن يوجد فيها محاربين. وفي مؤتمر قمة القاهرة لعام 1964، شرعت جامعة الدول العربية في إنشاء منظمةٍ تُمثل الشعب الفلسطيني. فقد عُقِدَت أولُ جلسةٍ للمجلس الوطني الفلسطيني في القدس الشرقية في التاسع والعشرين من مايو لعام 1964. وقد تم تأسيس منظمة التحرير الفلسطينية خلال هذا الاجتماع في يوم 2 يونيو، 1964. وفي عام 1964، أيضًا تم اتخاذ قرار بمنح رواتب للقوات العسكرية النظامية من أعضاء جيش التحرير الفلسطيني، وبعد ذلك بفترة بدأت أعداد المنضمين لحركة فتح في ازدياد. وفي 31 ديسمبر 1964، حاول الذراع العسكري لحركة فتح والمسمي عاصفة، التسلل إلى إسرائيل، إلا أنه تم إيقافه من قبل قوات الأمن في لبنان. وقد عاشت حركة فتح فترة سيئة بسبب قلة الخبرة والتدريب، ثم تطورت بعد ذلك، حيث قادها عرفات نحو الطريق الصحيح، ومرت بتجارب ناجحة وأخرى فاشلة.
وفي 1 يناير 1965 بدأت العمليات المسلحة لحركة فتح، حيث تمت محاولة تفجير نفق عيلبون. وبعد ذلك سرعان ما اندلعت حرب 1967 التي كان لنتائجها تأثير كبير على الثورة الفلسطينية بعد الهزيمة المُرة التي أدت في المحصلة إلى احتلال إسرائيل لرقعة واسعة من الأراضي العربية ومن ضمنها الضفة الغربية وقطاع غزة مما قضى على بقية الأمل لدى الفلسطينيين من إمكانية تحرير فلسطين وإعادة المهجرين بواسطة القوة العسكرية للجيوش العربية. ورسَّخت الهزيمة في ذهنية الشعب الفلسطيني صحوة نضالية تقتضي بضرورة الاعتماد على الذات لتحرير الأرض. وقد سنحت الفرصة لعرفات بالتسلل عبر الأراضي الأردنية إلى الأراضي المحتلة بعد أسبوع من الهزيمة متخفيًا تحت أسماء ومهن مستعارة، حيث قام بالاتصال برجال المقاومة وحاول ترتيب أوضاعها.
وقبل تأسيس حركة فتح ومنذ العام 1958 كان ياسر عرفات قد تجول في فلسطين مع أحد أقدم مؤسسي الثورة وهو محمود علي أبو بكر من جنين وقد عاصر أبو بكر فترة عام ال48 وكان من المقاتلين القدامى، وقد ساهم كثيرًا في بداية تأسيس الثورة على تنظيم الخلايا العسكرية في الضفة الغربية وتجول مع ياسر عرفات في معظم مناطق الضفة الغربية والداخل وكان في صحبتهما أبو الأسمر من قرية الطيبة.

### النكسة وما بعدها
في 13 نوفمبر 1966، نشبت معركة السموع في الضفة الغربية التابعة للمملكة الأردنية الهاشمية آنذاك بين الجيشين الإسرائيلي والأردني على إثر مصرع ثلاث جنود إسرائيليين بانفجار لغم أرضي في جنوب الخط الأخضر. وكانت نتيجة تلك المعركة قتل العديد من الجنود الأردنيين، وتم تسوية 125 منزلا بالأرض. وكانت تلك المعركة من أحد العوامل التي أدت إلى حرب الأيام الستة في 1967، وأول مقدماتها.
وفي 5 يونيو 1967، كانت بداية حرب الأيام الستة حيث قامت القوات الإسرائيلية بمهاجمة القوات الجوية المصرية. وكانت نتيجة الحرب هزيمة الجيوش العربية واحتلال الجيش الإسرائيلي للعديد من المناطق العربية مثل قطاع غزة، والضفة الغربية. وعلى الرغم من هزيمة عبد الناصر وحلفائه العرب إلا أن تلك الهزيمة كانت تعتبر بمثابة النصر لحركة فتح وعرفات، لإنه فُهم من ذلك اليوم أن الحكومات العربية لا تستطيع أن تكون بجانب فلسطين قبل حل مشاكلها. وعاشت الحركات والأحزاب السياسية الفلسطينية المدعومة من سوريا حالة من الفوضى العارمة بعد الهزيمة كالجبهة الشعبية لتحرير فلسطين، بقيادة الحكيم جورج حبش، والمجلس الإسلامي الأعلى، واللجنة العربية العليا برئاسة الحاج أمين الحسيني. وبعد أسبوعٍ واحد فقط عبر ياسر عرفات نهر الأردن، وتنكر ليدخل الضفة الغربية، وأنشأ مراكز في الخليل، والقدس، ونابلس للبحث عن أنصار للحركة.
أنشأ عرفات علاقة مع محمد حسنين هيكل خبير الزعيم المصري عبد الناصر، وأُعلن أن ياسر عرفات هو الزعيم الفلسطيني من قبل جمال عبد الناصر. وقد قدم أحمد الشقيري (سياسي فلسطيني) استقالته من رئاسة منظمة التحرير الفلسطينية في شهر ديسمبر. بعد أن اختلف مع القادة العرب خلال انعقاد مؤتمر اللاءات الثلاثة في الخرطوم محملا إياهم المسؤولية عن ضياع ما تبقى من فلسطين وأتى خلفه يحيى حمودة كثاني رئيس للمنظمة، وطلب من ياسر عرفات الانضمام إلى المنظمة. وانفصلت فتح عن منظمة التحرير المكونة من 105 مقعدا ب33 مقعد، ا وباقي ال57 مقعدا تفرقوا إلى فصائل وتنظيمات مختلفة.

### معركة الكرامة
بعد الصعوبة التي واجهتها حركة فتح في المقاومة من الأراضي المحتلة، بدأت الحركة بتأسيس قواعدها على خطوط التماس المواجهة للضفة الغربية بموافقة الأردن، فأقامت معسكرات تدريب ومقر قيادة في قرية الكرامة في منطقة غور الأردن. وطوال عام 1968، كانت قرية الكرامة التي يُقام فيها معسكرات للاجئين الفلسطينيين هدفًا للعديد من الهجمات الأسرائيلية. وبعد الهزيمة التي مُنيت بها الجيوش العربية في عام 1967، ازدادت أهمية تلك المدينة حيث كانت هدفًا لحركة فتح وغيرها من المنظمات المسلحة في الضفة الغربية للرد على الهجمات الصاروخية التي تقوم بها إسرائيل. وفقًا لسعيد أبو الريش، فإن الحكومة الأردنية وعددٌ من قادة فتح قد حذروا ياسر عرفات من قيام إسرائيل بالتحضير لتنفيذ هجوم على نطاقٍ واسع. وقد تركت كل من الجبهة الشعبية لتحرير فلسطين المؤسسة حديثًا من قبل جورج حبش، والجبهة الديمقراطية لتحرير فلسطين المؤسسة أيضًا من قبل نايف حواتمة المدينة وغادرت. وعلى الرغم من المقترحات التي قدمها المتعاطفون مع حركة فتح من القادة الأردنيين بترك المدينة والاختباء في التلال، إلا أن عرفات كان دائمًا ما يقف ضدهم ويرفض التخلي عن المدينة وتركها. وقال «إننا نريد أن يعرف العرب والعالم كله أيضًا أننا لن ننسحب من المدينة». وأمر عرفات سعيد أبو الريش بالبقاء في المدينة، وقرر الجيش الأردني الاشتراك في الهجمات مهما كانت عنيفة.
وفي ليلة 21 مارس عام 1968، هاجمت إسرائيل قرية الكرامة بالأسلحة الثقيلة، والعربات المدرعة، والطائرات المقاتلة. وتفاجأ الإسرائيليون من ثبات مقاتلي فتح. وعندما وسعت القوات الإسرائيلية حركتها، تدخل الجيش الأردني في المعركة، واضطر الإسرائيليون للتراجع لتفادي خطر معركة كبرى. وكانت نتيجة المعركة مقتل حوالي 150 مقاتل من حركة فتح، و20 جندي أردني، و28 جندي اسرئيلي. وعلى الرغم من أن العدد الأكبر من القتلى كان من العرب، إلا أن حركة فتح اعتبرت نفسها منتصرة في تلك المعركة بسسب الانسحاب الإسرائيلي السريع وإجبار القوات الإسرائيلية على الانسحاب تاركًا وراءه العتاد والقتلى لأول مرة. كانت معركة الكرامة قفزة كبيرة بالنسبة للجميع على صعيد المقاومة، وتمهيدًا لمحو عار هزيمة 1967، وكان عرفات في ساحة المعركة، ولكن لم يتم التأكد من مشاركته في القتال. أما إسرائيل وحلفاؤها، وكذلك جهاز الموساد الإسرائيلي لم يترك عملاءه في المنطقة، وأعلن أنه يمكنه مداومة المعركة بكل جرأة.
وقد تابعت مجلة التايم الأمريكية تفاصيل المصادمات بدقة، وكانت صورة عرفات على غلاف العدد الصادر من المجلة بتاريخ 13 ديسمبر لعام 1968. وكانت هذه أول مرة يتعرف فيها العالم على الزعيم الفلسطيني ياسر عرفات بطريقة رسمية. وكانت فترة ما بعد الحرب نقطة تحول مهمة، حيث ظهرت حركة فتح وعرفات إلى الساحة التاريخة بشكل أوسع. وبدأ يُنظر إلى كل من يجرؤ على الوقوف ضد إسرائيل على أنه بطل قومي. وقد زاد الدعم المادي القادم من العرب بصورة ملحوظة في تلك الفترة، وكان سببًا مباشرًا في تطور سلاح وذخيرة حركة فتح. وارتفع عدد المطالبين بالانضمام إلى الحركة في تلك الفترة إلى الآلاف من الفلسطينيين والعرب.
وفي 3 فبراير عام 1969، تولى ياسر عرفات رئاسة المجلس التنفيذي لمنظمة التحرير الفلسطينية، وذلك باجتماع المجلس الوطني الفلسطيني المنعقد في القاهرة، وذلك خلفًا ليحيى حمودة الرئيس السابق للمنظمة. وأصبح بذلك القائد الأعلى لمنظمة التحرير الفلسطينية، التي كانت تضم عدة تنظيمات فلسطينية، واستمر بتولي هذا المنصب حتى وفاته. وبعد توليه المنصب أرسى عرفات تطبيق سياسة المقاومة المسلحة لتحرير فلسطين، وفي هذا الإطار قامت حركة فتح بسلسلة من الأعمال المسلحة ضد أهداف إسرائيلية تهدف إلى إنهاء دولة إسرائيل وإقامة دولة فلسطينية علمانية يعيش فيها جميع أهل فلسطين بمختلف دياناتهم وطوائفهم متساوون في الحقوق والواجبات، وفي هذه الأثناء، وقعت الأردن تحت طائلة الضغوط من بعض الدول العربية حيث كانت تطالبها بتوفير كل دعم ممكن للمقاومين الفلسطينيين، ومن جهة أخرى أصبحت الأردن تمتلئ بتنظيمات فلسطينية صغيرة تمارس السلطة بدلًا من السلطة الأردنية، وهي بذلك تخرق بشكل سافر السيادة الأردنية وتشكل دولة داخل دولة. وبعد سنتين أصبح ياسر عرفات القائد العام للثورة الفلسطينية. ثم أصبح بعد ذلك رئيس الذراع السياسي لمنظمة التحرير الفلسطينية في عام 1973.
أصبح ياسر عرفات سياسيًا معروفًا على مستوى العالم في نهاية الستينات وبداية السبعينات. سيما بعد أن أجرت معه مجلة التايم سلسلة من اللقاءات الصحفية إثر معركة الكرامة.

### أيلول الأسود
وفي أواخر الستينات، توترت العلاقة بين الحكومة الأردنية ومنظمة التحرير الفلسطينية، وظهر المسلحون بأسلحة ثقيلة في الأردن، وكأنهم أقاموا دولة داخل الدولة. مما اعتبره ملك الأردن الحسين بن طلال تهديدًا لأمن وسيادة المملكة، وحاول نزع سلاح الميليشيات. ومع ذلك لم يرغب الملك حسين في الدخول في مواجهة عسكرية مع المعارضين، ودعى عرفات ليكون رئيس وزراء الأردن. إلا أنه رفض لإيمانه بإنشاء دولة فلسطينية.
وعلى الرغم من تدخل الملك حسين إلا أنه استمر وجود العناصر المسلحة في الأردن. و15 سبتمبر عام 1970، قامت منظمة التحرير الفلسطينية بخطف 5 طائرات، وثلاثه منهم قاموا بتحويل مسارهم إلى المطار الواقع شرقي عمّان في الأردن. ثم قامت بتفجير تلك الطائرات الثلاثة بعد إنزال الركاب منها، ونقلهم إلى مكان آخر. تلك الإجراءات، أدت إلى قيام العديد من الدولة الغربية، والولايات المتحدة بمراقبة عرفات والأعضاء المؤسيسين لمنظمة التحرير الفلسطينية. ونتيجة لضغط الدول العربية أدان ياسر عرفات خطف الطائرات. وتحركت الحكومة الأردنية لاستعادة السيطرة على الأراضي التي يتحكم فيها المسلحون. وفي اليوم التالي أعلم الملك حسين تنفيذ الأحكام العرفية. وفي نفس اليوم، أصبح عرفات القائد الأعلى لجيش التحرير الفلسطيني.
ومع زيادة النزاع، حاولت الحكومات العربية التوسط للوصول لحل سلمي. وكانت نتيجة تلك الجهود دعوة جمال عبد الناصر لانعقاد القمة العربية الأولى في القاهرة في 21 سبتمبر من عام 1970. حصل عرفات على تعاطف القادة العرب المشاركين في المؤتمر. بينما قابل الملك حسين، ووالده الملك طلال خطاب عرفات بالسخرية، ولم ينجح الجانبان في التوصل إلى اتفاق سلام. وتوفي جمال عبد الناصر بعد القمة العربية بساعات نتيجة أزمة قلبية حادة. وبدأت تتصاعد حدة المواجهة بين التنظيمات الفلسطينية والسلطات الأردنية، مع العلم أن هذا التوتر كان قد بدأ بالفعل منذ عام 1969، وكان الصراع قد بدأ بمناوشات خفيفة بين التنظيمات الفلسطينية والدرك الأردني، لكن الأمر تصاعد مع الزمن وبدأت تزداد حدة المواجهة بين الطرفين، ولم تفلح كل الجهود والوساطات التي بذلت سواء من جانب دول عربية أو من جانبه، إلى أن اتخذت المواجهة بين التنظيمات الفلسطينية والسلطات الأردنية منحنى خطيرا بعد أن جرت محاولة اغتيال فاشلة لملك الأردن الحسين بن طلال. وهذه الأحداث جعلت الملك الأردني أكثر تصميمًا على وضع حد لتدهور سيادة الأردن على أراضيه .
بدأ الجيش الأردني عملياته ضد التنظيمات الفلسطينية بقصف مكثف على القواعد العسكرية للتنظيمات خصوصا في منطقة إربد، لكن القصف والمواجهة سرعان ما توسع ليشمل معظم الأراضي الأردنية. وفي 25 سبتمبر، اكتسب الجيش الأردني اليد العليا ضد المسلحين، وبعد يوم توصل الملك حسين مع عرفات إلى وقف لإطلاق النار. وقد ألحق الجيش الأردني خسائر فادحة في صفوف التنظيمات الفلسطينية. وفي هذه المواجهات ارتكبت القوات الأردنية مجازر وقتل آلاف الفلسطينيين وهو ما يعرف باسم أحداث أيلول الأسود. ويعتقد أن حوالي 3,500 شخص لقوا حتفهم. وحُصر عرفات ومعه أبو اياد، وأبو جهاد ومقاتلي فتح في الزاوية الشمالية للأردن. وقد استقروا بالقرب من مدينة جرش، الواقعة على الحدود السورية الإسرائيلية. وتمكن عرفات بمساعدة من منيب المصري عضو البرلمان الأردني، وسفير السعودية آنذاك من الدخول إلى سوريا مع ألفي مقاتل. وفي عام 1971 قُتل القائد الفلسطيني المعروف أبو علي إياد في أحراش جرش وعجلون بعد معركة مع الجيش الأردني فانتقلت التنظيمات الفلسطينية من الأردن إلى لبنان. وأقام فيها مراكزه الجديدة لقواته.

## لبنان وما بعدها

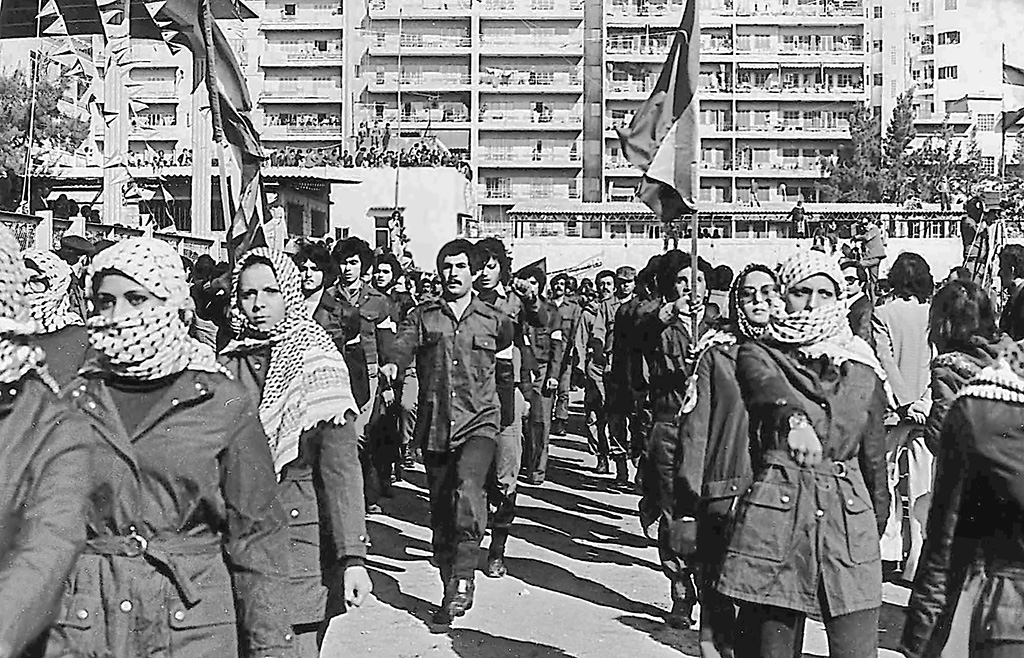
المقاتلون الفلسطينيون في لبنان

### الهجمات في1970، والاعتراف الرسمي بها

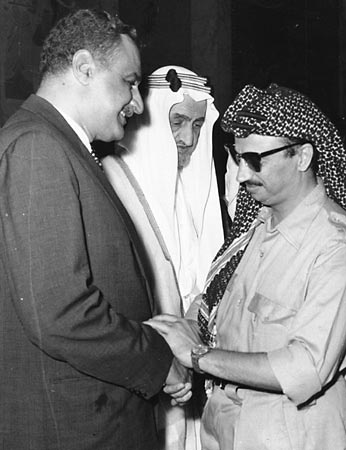
ياسر عرفات بجانب جمال عبد الناصر والملك فيصل عام 1970

مع ضعف الحكومة المركزية في لبنان، كان بإمكان منظمة التحرير الفلسطينية، أن تنشئ مثل دولة مستقلة في لبنان. في تلك الفترة
في أوائل السبعينيات، ظهرت العديد من المجموعات اليسارية في منظمة التحرير الفلسطينية، وقاموا بالعديد من الهجمات ضد أهداف عسكرية ومدنية إسرائيلية.
وفي عام 1972، وقع حدثان مهمان. حيث قامت مجموعة من منظمة أيلول الأسود، في حركة فتح باختطاف طائرة تابعة لشركة سابينا كانت متجهة إلى فيينا، وإنزالها بالقوة في مطار بن غوريون الدولي في مدينة اللد. وقام الجيش الأحمر الياباني والجبهة الشعبية لتحرير فلسطين بهجوم على نفس المطار أدى إلى مقتل ما يقرب من 24 مدنيا. قامت بعدها إسرائيل بقتل المتحدث باسم الجبهة الشعبية لتحرير فلسطين غسان كنفاني بتفجير سيارته في منطقة الحازمية قرب بيروت. وأعلنت إسرائيل أن هذا الهجوم كان انتقامًا من الجبهة الشعبية لتحرير فلسطين. وبعد هذا الحادث بيومين قامت منظمة التحرير الفلسطينية بقصف محطة حافلات، أدى ذلك القصف إلى مقتل أحد عشر مدنيًا.
وفي عام 1972 قامت منظمة أيلول الأسود باختطاف فريق إسرائيلي مشارك في دورة الألعاب الأولمبية الصيفية المقامة في ميونخ في ألمانيا. وكان مطلبهم الإفراج عن 236 معتقلًا في السجون الإسرائيلية معظمهم من العرب، بالإضافة إلى كوزو أوكاموتو من الجيش الأحمر الياباني. انتهت العملية بمقتل 11 رياضيًا إسرائيليًا و5 من منفذي العملية الفلسطينيين وشرطي وطيار مروحية ألمانيين. ووفقًا لما ورد في بعض المصادر، فإن محمد داوود عودة، واسمه الحركي أبو داوود كان من المخططين لتلك العملية العسكرية، وذكر ذلك أيضًا المؤرخ الإسرائيلي بيني موريس، وأن المسلحين الذين قاموا بتلك العملية هم من الذراع المسلح لحركة فتح. وقد ذكر أبو داوود في كتابه أن تلك العملية كانت لاتخاذ رهائن من الإسرائيليين، وأن عرفات قد علم بذلك. وقد أُدينت تلك العمليات دوليا. وفي عامي 1973، 1974 أغلق عرفات منظمة أيلول الأسود التابعة لمنظمة التحرير الفلسطينية، وأمرهم بالابتعاد عن أعمال العنف خارج قطاع غزة والضفة الغربية.
في عام 1974، اعتمد عرفات ومستشاريه برنامجا من عشر نقاط مُعد من قبل المجلس الوطني الفلسطيني. واقترح الوصول إلى تسوية مع الإسرائيليين. وفقًا لتلك التسوية تحصل منظمة التحرير الفلسطينية على قطاع غزة والضفة الغربية من إسرائيل بعد أن احتلتهم في 1948 لتؤسس الدولة الفلسطينية عليهما. وقد لاقت تلك الاتفاقية ترحيبًا من بعض أعضاء منظمة التحرير الفلسطينية، كما كانت سببًا في انفصال بعض المنظمات الأخرى مثل الجبهة الشعبية لتحرير فلسطين، والجبهة الديمقراطية لتحرير فلسطين عن منظمة التحرير الفلسطينية. وتأسست جبهة الرفض من تلك المنظمات.
في 1 مارس عام 1973، أعلنت الحكومة الأمريكية وإسرائيل أن ياسر عرفات مطلوب دوليًا لإتهامه بالوقوف وراء قتل 5 دبلوماسيين وشخصًا آخر في الهجوم الذي نفذته منظمة أيلول الأسود على السفارة السعودية في الخرطوم. وفي الوثائق التي رفعت عنها الخارجية الأمريكية السرية في 2006، كُتب أن ياسر عرفات كان على علم بعملية الخرطوم وخطط لها ولتنفيذها بشكل شخصي. وقد رفض عرفات كل تلك الادعاءات، وأوضح أن تلك العمليات كانت تتعلق بمنظمة أيلول بشكل مستقل. وطلبت إسرائيل من عرفات السيطرة على تلك المنظمة، وبالتالي ادعى أن تلك المنظمة تخلت عن عملياتها.

وفي مؤتمر القمة العربي السابع، في الرباط في المغرب، أُعلن أن منظمة التحرير الفلسطينية «الممثل الشرعي والوحيد للشعب الفلسطيني»، وتم قبولها كعضوٍ كامل الصلاحية في جامعة الدول العربية. وفي عام 1974، ألقى عرفات خطبة في الأمم المتحدة كأول شخص في منظمة غير رسمية يقوم بذلك. وتوجه بخطاب شهير أمام الجمعية العامة للأمم المتحدة في نيويورك، وندد في كلمته بالصهيونية، وقال أشهر عبارته الرمزية الموجهة لإسرائيل إن المسدس في يدي وغصن الزيتون في اليد الأخرى، فلا تسقطوا غصن الزيتون من يدي، وكسب خطاب عرفات التعاطف مع القضية الفلسطينية على الساحة الدولية.

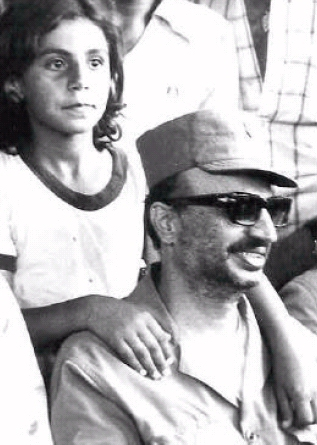
عرفات في مخيم للاجئين الفلسطينيين (جنوب لبنان 1978)

خرج من الأردن بالسر، وبدأت قوى المقاومة التي كان قد تم طردها من المدن الأردنية إلى أحراش جرش في الانتقال إلى لبنان بموجب اتفاقية مسبقة مع الحكومة اللبنانية أشرف عليها الرئيس المصري جمال عبد الناصر، وتم تأسيس مقر قيادة في بيروت الغربية وقواعد مقاومة في الجنوب اللبناني في المنطقة التي عرفت باسم فتح لاند، وبدأ رجال المنظمة بالفعل بشن عمليات مسلحة ضد إسرائيل، لكن سرعان ما اندلعت حرب أهلية لبنانية طاحنة، وجدت المنظمة نفسها متورطة فيها كطرف من حين لآخر لا سيما أن قوى وطنية من الموارنة عارضت التواجد الفلسطيني، وعلى الرغم من محاولاته مع بعض الزعامات الفلسطينية استيعاب ما حدث في الأردن والتركيز على المقاومة إلا أن دخول المقاومة لدوامة الحرب والعنف كان أمرًا من الصعب تجنبه في ظل حالة الاستقطاب التي كانت سائدة بين يسار مرحب بالفلسطينيين ويمين معادي لهم، لكن اللافت أكثر في الحقبة اللبنانية هي حدوث تحول في مواقفه والمنظمة من دمج العمل المقاوم مع النشاط السياسي، ففي عام 1974 تم قبول خطة المراحل والتي لم تتخلَ ظاهريًا عن الهدف المعلن وهو القضاء على دولة إسرائيل بل أعلنت أن المنظمة مستعدة لإقامة دولة فلسطينية على أية أراض فلسطينية يتم تحريرها.
كذلك رفض عرفات خطة تقسيم فلسطين والتي أقرتها الأمم المتحدة، وضرب مثلًا على قرار التقسيم بالمرأتين اللتين تنازعتا على طفل عند الملك سليمان وشبه موقفه بموقف المرأة التي رفضت تقسيم ابنها بحسب ما أمر به سليمان لاستجلاء الحقيقة. كذلك أوضح في خطابه عدم عدائه لليهود إنما هو يعادي الصهيونية.
وعندما أبرمت مصر بقيادة محمد أنور السادات اتفاقية كامب ديفيد عارض هذه الاتفاقية والتي كانت تحتوي بنود تعطي الشعب الفلسطيني الحق في إقامة حكم ذاتي داخل الأراضي الفلسطينية.
وكان تواجد المقاومة الفلسطينية في جنوب لبنان بمثابة الشوكة التي تقض مهجع إسرائيل، ولهذا سارعت إسرائيل بإرسال قواتها لاجتياح جنوب لبنان إثر عملية فلسطينية مسلحة على الطريق الساحلي داخل إسرائيل. هذه العملية سماها الإسرائيليون عملية الليطاني وتم خلالها قصف كثير من مراكز المقاومة الفلسطينية، وبطلب من لبنان تدخلت الأمم المتحدة وأرسلت قوات اليونيفيل للانتشار جنوب النهر، وبعد ذلك أكملت إسرائيل انسحابها من لبنان، لكن الحرب والعمليات العسكرية استمرت في تلك المنطقة لتصل إلى الذروة، باجتياح إسرائيل شبه الشامل للبنان.

### من لبنان إلى تونس

مغادرة مقاتلي منظمة التحرير الفلسطينية لبيروت

في 6 يونيو 1982 بدأت القوات الإسرائيلية هجومها بقصف مركز على المناطق الساحلية في الجنوب، وبدأت قواتها في الاندفاع عبر المنطقة التي كانت تنتشر فيها قوات الأمم المتحدة، وقد أعلن وزير الدفاع الإسرائيلي أرئيل شارون أن هدف القوات الإسرائيلية التوغل 30 كيلومترًا، بهدف إبعاد خطر الصواريخ الفلسطينية، وقد تصدى الفلسطينيون للقوات الإسرائيلية بما يحملونه من عتاد وأسلحة خفيفة بأسلوب حرب العصابات، وقد لاقت القوات الإسرائيلية مقاومة شرسة في قلعة شقيف، لكن التقدم الإسرائيلي استمر، وبعد أيام سقطت صيدا والدامور وتقدم الجيش الإسرائيلي حتى وصل إلى طريق دمشق - بيروت.
في 9 يونيو 1982 وصلت القوات الإسرائيلية إلى مشارف بيروت وقامت بتطويق بيروت الغربية بما في ذلك القيادة الفلسطينية برئيسها ياسر عرفات، لكنها لم تجرؤ على التقدم أكثر، فقد استطاعت القوات المشتركة والمقاومة الفلسطينية بزعامته من الصمود أمام جيش حديث مدجج بأحدث الأسلحة البرية والبحرية والجوية. لكن تواصل القصف الذي لم يعرف له مثيل أجبر القيادة الفلسطينية على التفاوض للخروج نهائيًا من لبنان، حيث أبرم اتفاق تخرج بموجبه المقاومة الفلسطينية تحت الحماية الدولية من لبنان، مع ضمان أمن العائلات الفلسطينية. وقد غادر عرفات بيروت بسفينة فرنسية مع كثير من جنوده، كما غادر على سفن أخرى آلاف المقاتلين الذين تم توزيعهم في شتى البلدان العربية. وقد اتجه عرفات إلى تونس التي كانت قد أعلنت موافقتها على استضافة القيادة الفلسطينية، وأسس فيها مقر القيادة الفلسطينية.
وجد عرفات له بعض المؤيدين المتحمسين من أوساط الإسرائيليين؛ فالصحفي أوري أفنيري قام بالدخول إلى بيروت الغربية ومقابلة عرفات أثناء الحصار وقد ألف كتابا بعنوان (عدوي أخي) أبدى فيه تأييده للطروحات السياسية لعرفات

## الانتفاضة الفلسطينية الأولى وما بعدها
بعد الخروج من لبنان، ركز ياسر عرفات جهوده على العمل السياسي الذي يبرع فيه، فكانت ذروة هذا العمل السياسي إعلان الاستقلال الفلسطيني وذالك سنة 1988 من قبل المجلس الوطني الفلسطيني وإلقاء ياسر عرفات خطابا في 13 ديسمبر أمام الجمعية العامة في جنيف والتي نقلت مقرها إلى جنيف بشكل مؤقت بسبب رفض الحكومة الأمريكية، منحه تأشيرة دخول إلى الولايات المتحدة.
بعد قبول عرفات بفكرة الدولتين وقرار 242 وبدء محادثات السلام بين إسرائيل والمنظمة  بدأ الكثير من الإسرائيليين يبدون اهتمامهم بعرفات سيما السياسيين والباحثين الأكاديميين وغيرهم. البعض منهم ينطلق من معاداته والتشكيك في توجهاته نحو السلام، والبعض الآخر ينطلق من توجهات يسارية ترى في عرفات شريكا جيدًا لإرساء السلام في الشرق الأوسط.

### اتفاقيات السلام

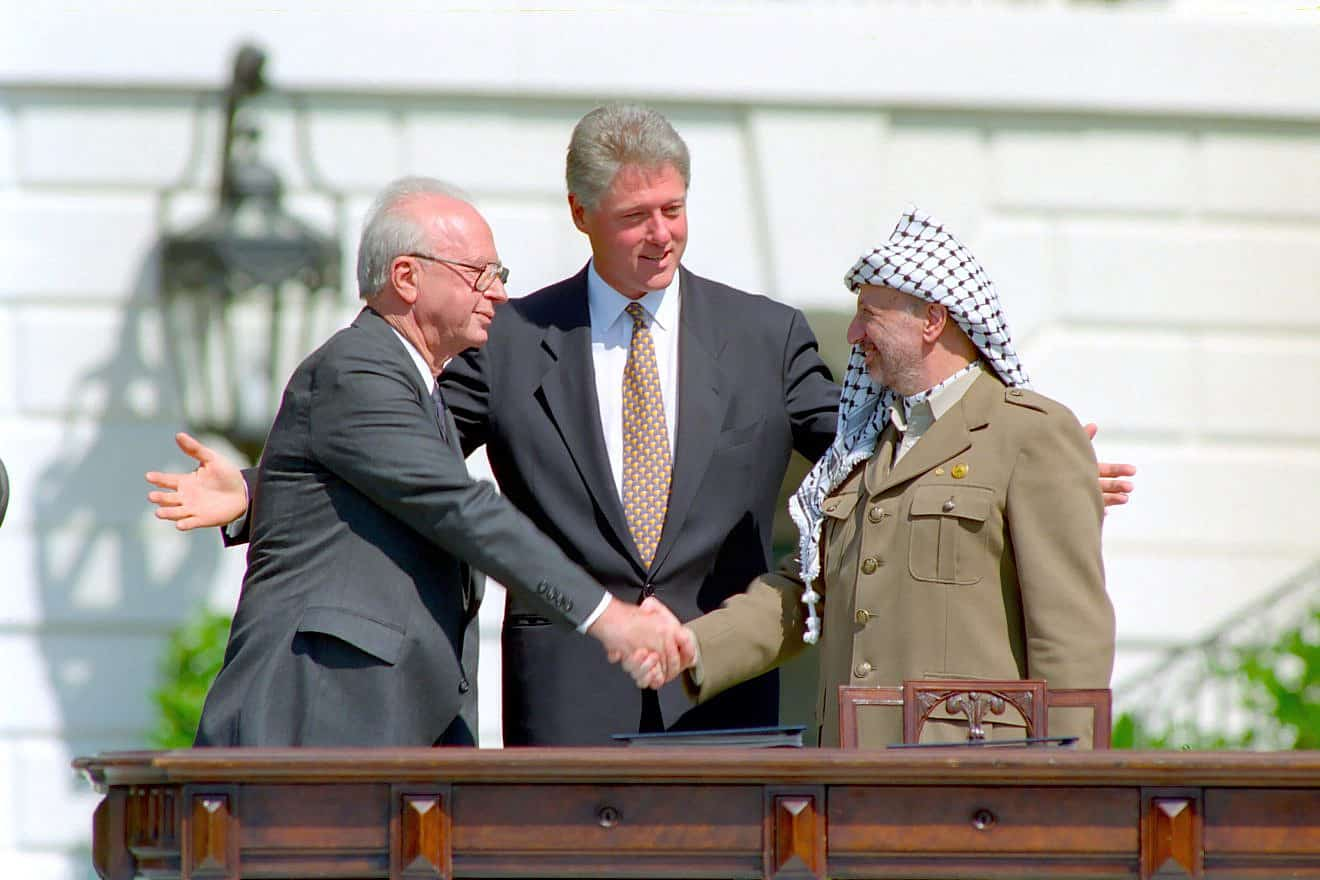
عرفات، كلينتون ورابين حين اتفاق أوسلو

أطلق ياسر عرفات مبادرته للسلام العادل والشامل في الشرق الأوسط، والتي كان قد أقرها المجلس الوطني الفلسطيني، والتي تعتمد إقامة دولة فلسطينية في الأراضي التي احتلت 1967 تعيش جنبًا إلى جنب، مع دولة إسرائيل،  وبناء عليه فتحت الإدارة الأمريكية، برئاسة رونالد ريغان حوارًا مع منظمة التحرير الفلسطينية.
نظرت إسرائيل بكثير من التوجس والقلق إلى السياسة البراجماتية التي اتبعها عرفات، والتي كانت في محصلتها محو آثار العمليات التي قامت بها بعض التنظيمات الفلسطينية في أوائل السبعينات والتي لاقت في حينها استنكارًا عالميًا ووصفت بالإرهابية . وحصول المنظمة على مقعد مراقب في الأمم المتحدة، واعتراف كثير من المحافل الدولية بمنظمة التحرير الفلسطينية، ودولة فلسطين التي كانت قد أعلن عن قيامها من الجزائر، على الرغم من أن ذلك كان على الورق. مع ذلك، استمرت إسرائيل في التعامل مع المنظمة كعدو وقامت قوات كوماندوز إسرائيلية باغتيال خليل الوزير مساعد عرفات والرجل الثاني في المنظمة  قبيل هذا الإعلان بأشهر.
كذلك رفضت حضور المنظمة كممثل للشعب الفلسطيني في مؤتمر مدريدفي نهاية 1991.لكن إسرائيل اضطرت في نهاية الأمر، وبسبب الضغوطات الدولية، إلى التعامل مع المنظمة. وعلى ذلك، عندما تغير الحكم في إسرائيل، انخرطت إسرائيل ومنظمة التحرير في مفاوضات سرية، أسفرت عام 1993 عن الإعلان عن اتفاقيات أوسلو حيث قام ياسر عرفات، بوصفه رئيس اللجنة التنفيذية لمنظمة التحرير الفلسطينية، بالاعتراف رسميا بإسرائيل، في رسالة رسمية إلى رئيس الوزراء الإسرائيلي اسحق رابين، في المقابل اعترفت إسرائيل بمنظمة التحرير الفلسطينية كممثل شرعي ووحيد للشعب الفلسطيني. ولكن قبل ذلك، حدث لعرفات حادث، في أبريل من عام 1992 عندما تحطمت الطائرة التي كان يستقلها، في الصحراء الليبية قتل خلال الحادث ثلاثة من مرافقي عرفات، لكن عرفات نجا من الحادث؛ فبشهادة من كانوا معه أشار عليه أحد الطيارين، بأن المكان الآمن في الطائرة هو مؤخرة الطائرة، فتوجه عرفات إلى مؤخر الطائرة، وقام مرافقوه بالإحاطة به وضمه بالبطانيات والحشايا، وهكذا نجا عرفات، لكنه أصيب بارتجاج في المخ، أدى إلى إصابته برجفة خفيفة في شفتيه لم تفارقه حتى مماته. في عام 1991 تم اغتيال الرجل الثالث في منظمة التحرير صلاح خلف أبو إياد، حيث تم توجيه أصابع الاتهام إلى قوى راديكالية فلسطينية يقودها صبري البنا، ولكن بعض الأعضاء في حركة فتح يعتقدون أن غيابه عن الساحة السياسية كان يصب في مصلحة عرفات .
بدا عرفات غريبا في تصريحاته السياسية أحيانا من وجهة نظر الإسرائيليين بعد اتفاقيات أوسلو خصوصا حينما أخرج في أحد التصريحات قطعة نقدية إسرائيلية وقال أن ما هو مصبوب على أرضيتها ما هي إلا خريطة إسرائيل الكبرى.

## عرفات رئيس السلطة الفلسطينية

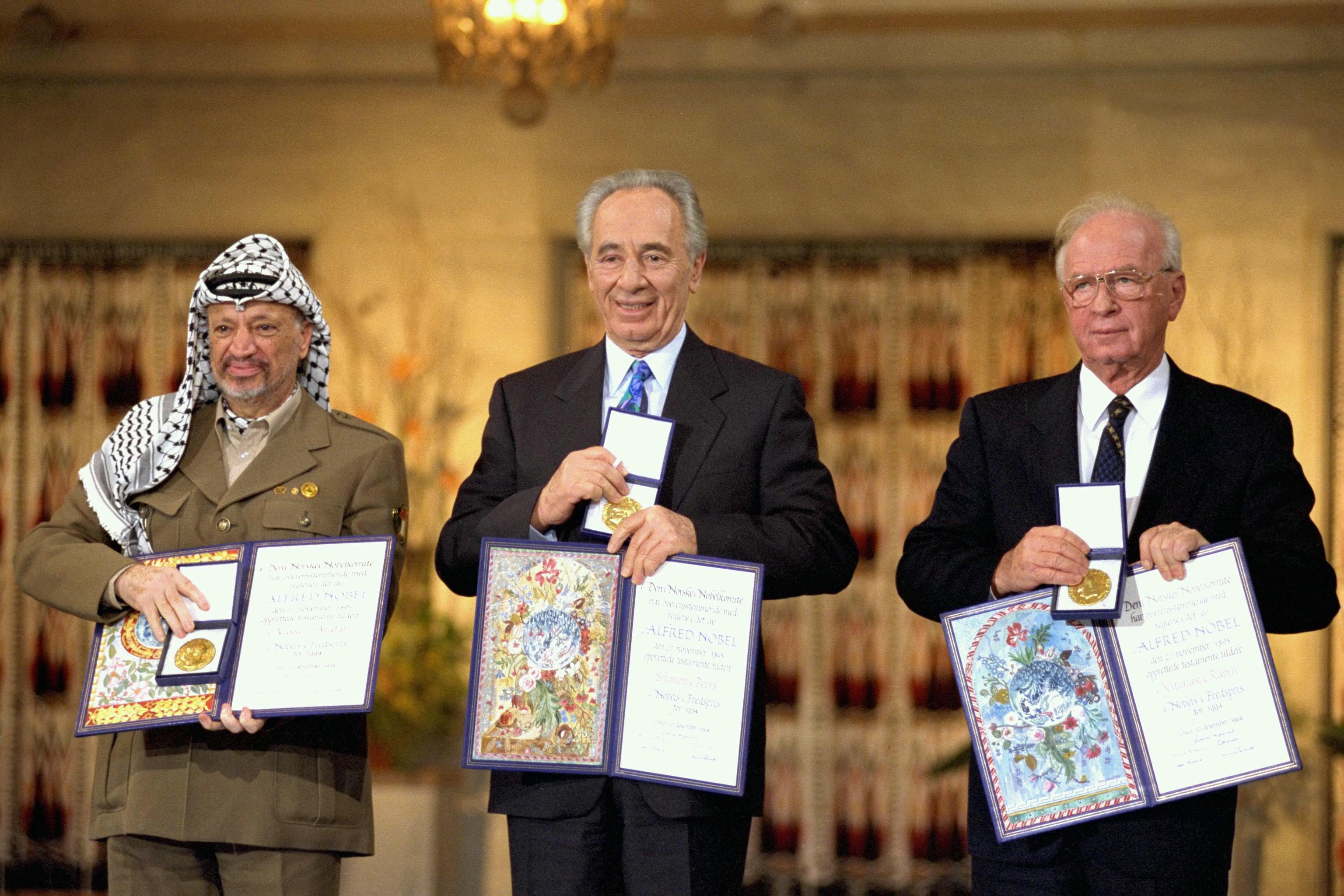
ياسر عرفات إلى جانب شمعون بريز وإسحاق رابين بعد فوزهم بجائزة نوبل للسلام.

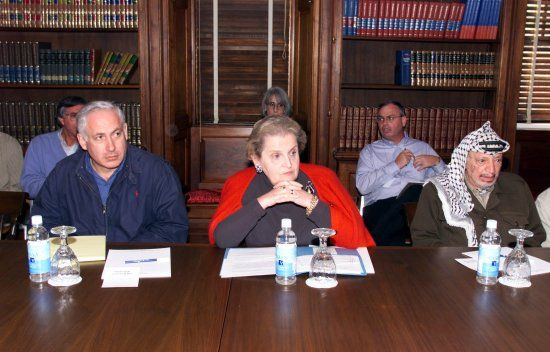
بنيامين نتنياهو مع وزيرة الخارجية الأمريكية مادلين أولبرايت في محادثات مع ياسر عرفات تمهيدًا للتوقيع على اتفاقية واي ريفر عام 1998في

إطار اتفاقيات أوسلو تم إقامة سلطة وطنية فلسطينية مرحلية مؤقتة لحين البدء في مفاوضات الحل النهائي، والوصول لحل الدولة الفلسطينية على أراضي عام 1967. وفي 1 تموز 1994 عاد ياسر عرفات، مع أفراد القيادة الفلسطينية، إلى الأراضي التي أعلنت عليها السلطة، وهي (أجزاء من الضفة وقطاع غزة) وقد التزم عرفات خلال ذلك، بإيقاف الأعمال المسلحة ضد إسرائيل ونبذ الإرهاب. بعد اتفاقيات أوسلو، أثر الهدوء النسبي الذي ساد، فاز عرفات وإسحاق رابين وشمعون بيرس بجائزة نوبل للسلام. ولم يلبث عرفات، أن انتخب رسميا كرئيس فلسطيني للسلطة الفلسطينية، في انتخابات كانت مراقبة من قبل الرئيس الأمريكي جيمي كارتر فاز عرفات بنسبة"88% من الأصوات. ومع أنه اتخذ لنفسه لقب الرئيس الفلسطيني، إلا انه بقي يشار إليه من قبل المحافل الغربية بلقب تشيرمان عرفات (كلمة ليست بدرجة رئيس). في شهر يوليو من عام 2000 التقى ياسر عرفات، مع رئيس الوزراء الإسرائيلي إيهود براك في كامب ديفد، تحت غطاء وإشراف الرئيس الأمريكي بيل كلينتون. في ذلك اللقاء، كان لدى الرئيس الأمريكي ورئيس الوزراء الإسرائيلي طموح يرتقي في سقفه إلى توقيع اتفاقية حل نهائي، ينهي النزاع الفلسطيني الإسرائيلي.لكن عرفات خيب ظن الأمريكيين والإسرائيليين ورفض التوقيع على الحل المطروح، الذي اعتبره عرفات منقوصا، ولا يلبي من وجهة نظره السقف الذي يطمح له الفلسطينيون وهو أراضي عام 1967 بما فيها القدس الشرقية. أما إسرائيل فقد اعتبرت أنها قدمت في هذه المباحثات أقصى ما يمكنها تقديمه، وألقت باللائمة على ياسر عرفات، ووافقتها الإدارة الأمريكية على ذلك. من هنا بدأت حالة من الشد والجذب وحتى العداء بين إسرائيل وياسر عرفات على الرغم من المحاولات اللاحقة في لقاء طابا للتوصل إلى اتفاق. وقد توافق ذلك مع اندلاع انتفاضة فلسطينية ثانية (الانتفاضة الثانية) التي كانت قد بدأت بالفعل قبل لقاء طابا، وقد اتهمت إسرائيل ياسر عرفات بالتحريض على أعمال العنف من طرف خفي أو بشكل موارب وأحيانا في العلن، سيما شعاره الذي كان يرفعه للمطالبة بالقدس الشرقية (عل القدس رايحيين شهداء بالملاييين). وعلى الرغم من تمتع عرفات بشعبية واسعة لدى الفلسطينيين سيما في عقد الثمانينات بعيد الحرب على لبنان وأثناء الانتفاضة الفلسطينية الأولى، إلا أن شعبية عرفات قد تدنت أثناء رئاسته للسلطة حيث وجهت للسلطة وبعض أقطابها اتنقادات تتعلق بالفساد وسوء الإدارة الأمنية والمالية والمدنية والمؤسساتية في إدارة شؤون الفلسطينيين داخل أراضي السلطة. في المقابل، حركة حماس التي عارضت اتفاقية أوسلو بدأت شعبيتها في تلك الفترة في الصعود خصوصًا في قطاع غزة، بسبب شعور الكثير من الفلسطينيين بالإحباط مما وصلت إليه أوضاعهم الأمنية والمعيشية من سوء.

## الانتفاضة الفلسطينية الثانية وما بعدها
بعد مباحاثات كامب ديفيد وطابا بدأت الدوائر الأمريكية وأوساط من الحكومة الإسرائيلية وبعض السياسيين الإسرائيليين بالقول أن ياسر عرفات لم يعد يعتد به، بمعنى عدم جدوى التفاوض معه.  في هذه الأثناء ازداد العنف والعنف المضاد، وارتكبت عدة عمليات فدائية أسفرت عن مقتل كثير من الإسرائيليين وعلى الرغم من شجب عرفات واستنكاره الواضح لهذه الأعمال بدأ رئيس الوزراء الإسرائيلي أرئيل شارون، الذي كان على عداء مرير مع ياسر عرفات ولا يثق به ويرفض مقابلته، بتحميله مسؤولية ما يحدث.

### حصار ياسر عرفات
في هذه الأجواء قامت إسرائيل بمنعه من مغادرة رام الله لذلك لم يحضر عرفات مؤتمر القمة العربية في بيروت في 26 مارس 2002 خشية ألا يسمح له بالعودة إذا غادر الأراضي الفلسطينية. وفي 29 مارس من نفس السنة حاصرته القوات الإسرائيلية داخل مقره في المقاطعة مع 480 من مرافقيه ورجال الشرطة الفلسطينية. وهكذا بدأت حالة من المناوشات التي يقتحم خلالها الجيش الإسرائيلي ويطلق النار هنا ويثقب الجدار هناك،  بينما كان عرفات صامدا في مقره متمسكا بمواقفه، في تلك الفترة بدأ يتقاطر عليه في مقره بالمقاطعة مئات المتضامنين الدوليين المتعاطفين معه. كذلك تعرض عرفات من قبل الإدارة الأمريكية وإسرائيل لحملة لإقصائه عن السلطة أو إبعاده عن مركز القرار فيها بدعوى تحميله مسؤولية ما وصلت إليه الأوضاع في أراضي السلطة الفلسطينية من تدهور، ففي يوم 24 مايو 2002 طلب الرئيس الأمريكي جورج بوش تشكيل قيادة فلسطينية جديدة، وبسبب الضغط الدولي وانسداد الأفق السياسي اضطر عرفات للتنازل عن بعض صلاحياته لرئيس الوزراء محمود عباس ولكن عباس سرعان ما استقال وتولى المنصب أحمد قريع.

### تدهور صحته

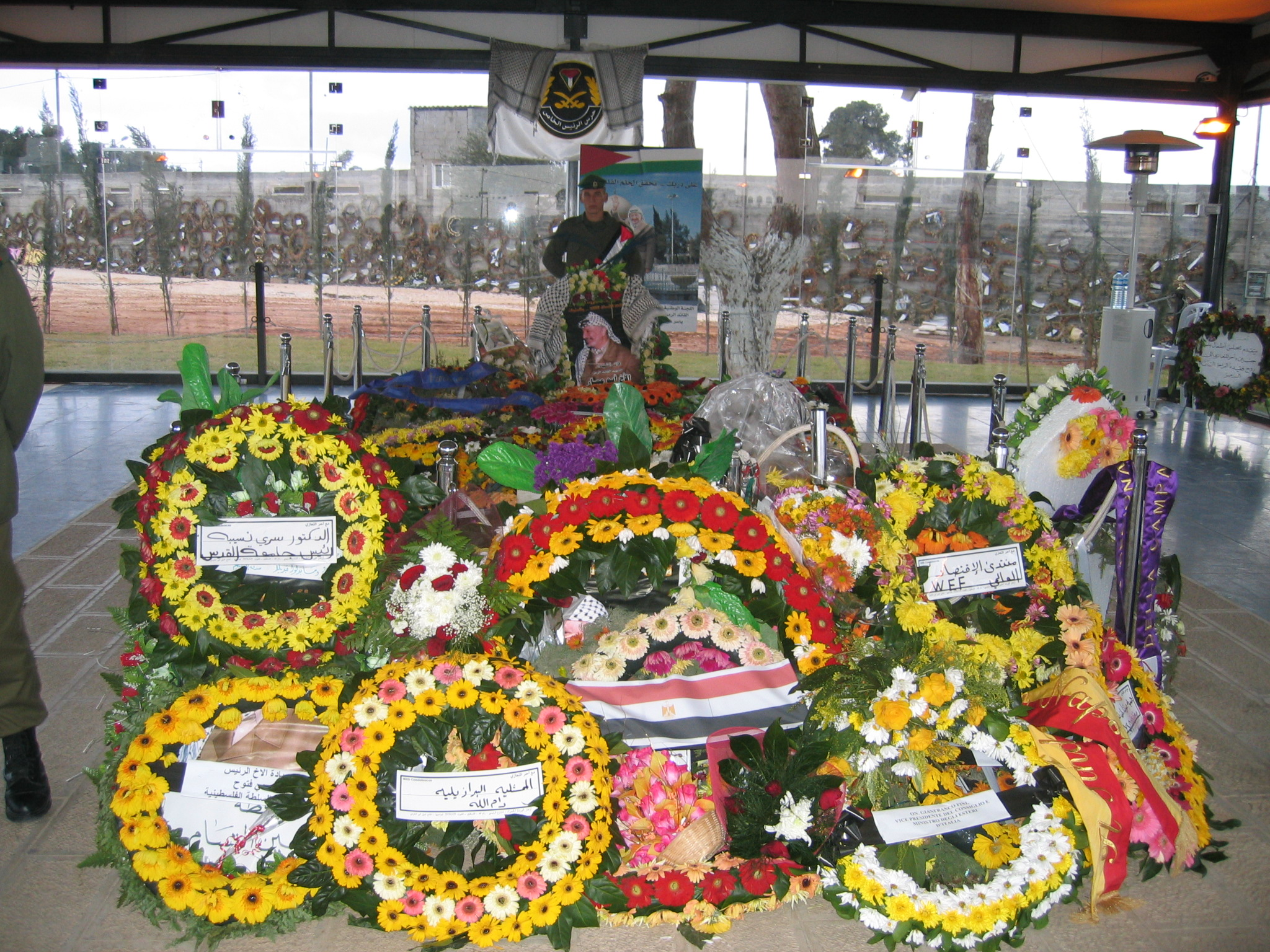
قبر عرفات في رام الله، التقطت في-24 ديسمبر 2004.

في يوم الثلاثاء 12 أكتوبر 2004 ظهرت أولى علامات التدهور الشديد لصحة ياسر عرفات، فقد أصيب عرفات كما أعلن أطباؤه بمرض في الجهاز الهضمي، وقبل ذلك بكثير، عانى عرفات من أمراض مختلفة، منها نزيف في الجمجمة ناجم عن حادثة طائرة، ومرض جلدي (البرص)، ورجعة عامة عولجت بأدوية في العقد الأخير من حياته، والتهاب في المعدة أصيب به منذ تشرين الأول/أكتوبر 2003. وفي السنة الأخيرة من حياته تم تشخيص جرح في المعدة وحصى في كيس المرارة، وعانى ضعفًا عامًا وتقلبًا في المزاج، فعانى من تدهور نفسي وضعف جسماني.
تدهورت الحالة الصحية للرئيس الفلسطيني عرفات تدهورًا سريعًا في نهاية تشرين الأول/أكتوبر 2004، قامت على إثره طائرة مروحية بنقله إلى الأردن ومن ثمة أقلته طائرة أخرى إلى مستشفى بيرسي العسكري في فرنسا في 29 أكتوبر 2004. وظهر الرئيس العليل على شاشة التلفاز مصحوبًا بطاقم طبي وقد بدت عليه معالم الوهن مما ألم به.

### وفاته
في تطور مفاجئ، أخذت وكالات الأنباء الغربية تتداول نبأ موت عرفات في فرنسا وسط نفي لتلك الأنباء من قبل مسؤولين فلسطينيين، وقد أعلن التلفزيون الإسرائيلي في 4 نوفمبر 2004 نبأ موت الرئيس عرفات سريريًا وأن أجهزة عرفات الحيوية تعمل عن طريق الأجهزة الإلكترونية لا عن طريق الدماغ. وبعد مرور عدة أيام من النفي والتأكيد على الخبر من مختلف وسائل الإعلام، تم الإعلان الرسمي عن وفاته من قبل السلطة الفلسطينية في 11 نوفمبر/تشرين الثاني 2004. وقد دفن في مقر المقاطعة في مدينة رام الله بعد أن تم تشيع جثمانه في مدينة القاهرة، وذلك بعد الرفض الشديد من قبل الحكومة الإسرائيلية لدفن عرفات في مدينة القدس كما كانت رغبة عرفات قبل وفاته.
تضاربت الأقوال كثيرا في وفاة ياسر عرفات، إذ يعتقد بعض الفلسطينيين والعرب بأن وفاته كانت نتيجة لعملية اغتيال بالتسميم، أو بإدخال مادة مجهولة إلى جسمه، فيقول طبيبه الخاص الدكتور أشرف الكردي إن وفاة عرفات نتجت عن تسميمه، وطالب بتشريح الجثة، مؤكدًا أن تحليل عينات الدم لا يكفي وحده للكشف عن الإصابة بالتسمم، مشيرا إلى أن الأمر في حاجة إلى تشريح للجثة وتحليل عينات الأنسجة، للتأكد من السبب الحقيقي على وجه اليقين.
وتعليقا على تفاقم النزيف الدماغي لدى عرفات، قال الكردي إن هذا النوع من النزيف ينتج عما يعرف بتكسر الصفائح الدموية، الذي يسببه التسمم، أو الإصابة بالسرطان، أو الاستخدام الطويل والمتكرر للأدوية.
واعتبر أن الأعراض التي ظهرت على عرفات أثناء مرضه ربما تكون ناتجة عن الإصابة بنوع من السم الطويل الأجل. هذا مع العلم أن الأطباء الفرنسيين بحثوا عن سموم في جثة عرفات بعد موته في باريس، وبحسب التقرير الطبي الفرنسي فقد وردت به أنه بعد الفحوصات الطبية الشاملة التي كانت سلبية بما فيها دخول سموم للجسم. كذلك رجح بعض الأطباء من عاينوا فحوصاته الطبية ومنهم الأطباء التونسيون وأطباء مستشفى بيرسي المتخصصون بأمراض الدم أن يكون عرفات مصابا بمرض تفكك صفائح الدم، وتجدر الإشارة إلى أن زوجة الرئيس الفلسطيني السيدة سها الطويل هي المخوَّلة الوحيدة بحسب القانون الفرنسي بالإفصاح عن المعلومات الطبية التي وردتها من مستشفى بيرسي والأطباء الفرنسيين، وهي لا زالت ترفض إعطاء اية معلومات لأيَّة جهة حول هذا الموضوع.

## الحياة الشخصية
وعندما بدت على عرفات علامات الكبر في السن أطلق عليه الفلسطينيون لقب «الختيار». وعلى مدى سنوات طويلة رفض عرفات الزواج بدعوى تكريس وقته للثورة الفلسطينية وهمومها، لدرجة أنه قيل عنه إنه كان ينام بجواربه. وعلى الرغم من ذلك، فاجأ عرفات الكثيرين، وتزوج عام 1990 بسكرتيرة مكتبه السيدة سها الطويل، وهي سيدة مسيحية من آل الطويل. كان يبلغ من العمر61 عاما، بينما كانت في 27 من عمرها، أنجبا في عام 1995 ابنتهما الوحيدة «زهوة».
يتواجد اليوم قبر الرئيس الفلسطيني الراحل ياسر عرفات في رام الله على الرغم من رغبته في أن يدفن في القدس، وهو اليوم مزار لكثير من الفلسطينيين والأجانب الذين أحبوا عرفات خلال حياته وسُحروا بشخصيته، ولكثير من ضيوف السلطة الوطنية الفلسطينية من الزعماء الذين يبدون رغبتهم بزيارة قبر الراحل عرفات.

## أوسمة
- في 30 أغسطس 2018، مَنح الرئيس الفلسطيني محمود عباس القلادة الكبرى لوسام دولة فلسطين إلى ياسر عرفات.[70] وحُفظت في متحف ياسر عرفات.[71]

## أماكن سُميت باسمه
أُطلق اسمه على مطار غزة الدولي، ومستشفى سلفيت الحكومي، وأنشئت مؤسسة ياسر عرفات (أطلقت جائزة ياسر عرفات للإنجاز، ومخيمات ياسر عرفات الصيفية)، ومتحف ياسر عرفات، وكأس ياسر عرفات. كما سُميت شوارع مدن فلسطينية في طولكرم، وغزة، ونابلس وجت وفي مدينة تونس، ونابولي وباليرمو وروما في إيطاليا باسمه، وميادين في رام الله وسلفيت، ومتنزه في السلفادور.

## معرض صور

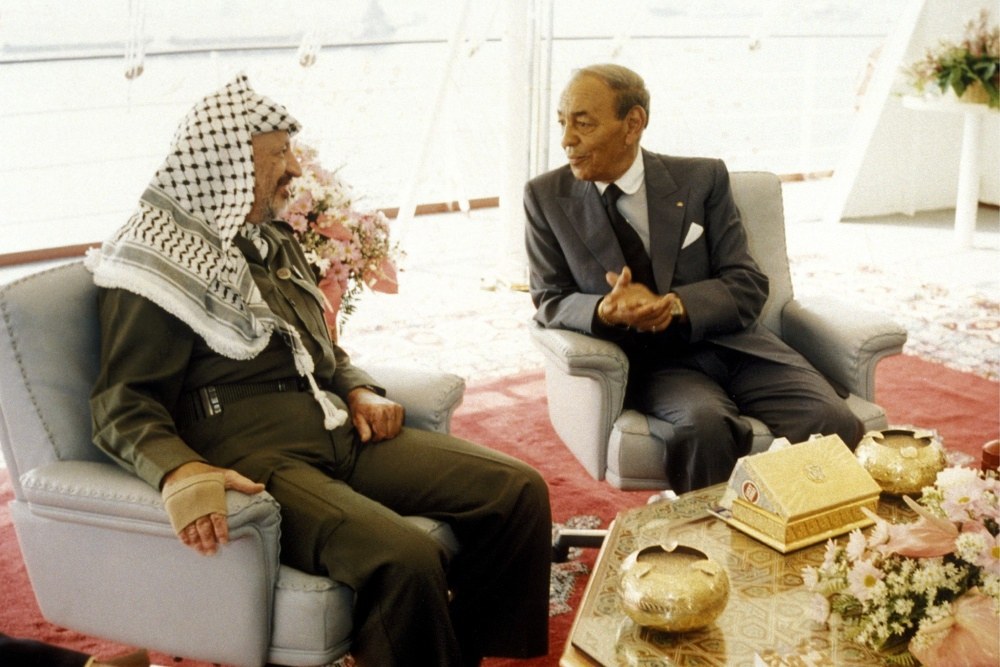
عرفات مع الحسن الثاني
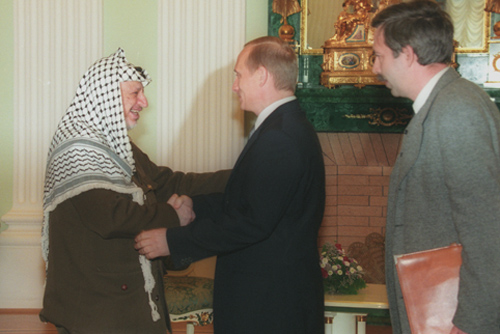
عرفات برفقة فلاديمير بوتين
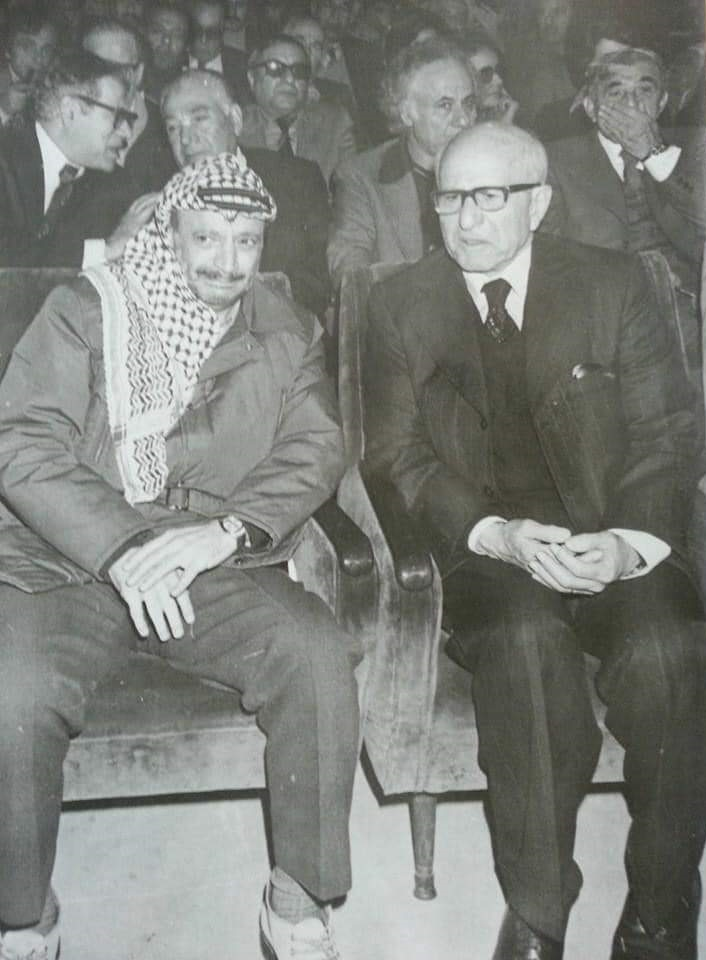
عرفات مع عبد الكريم الكرمي
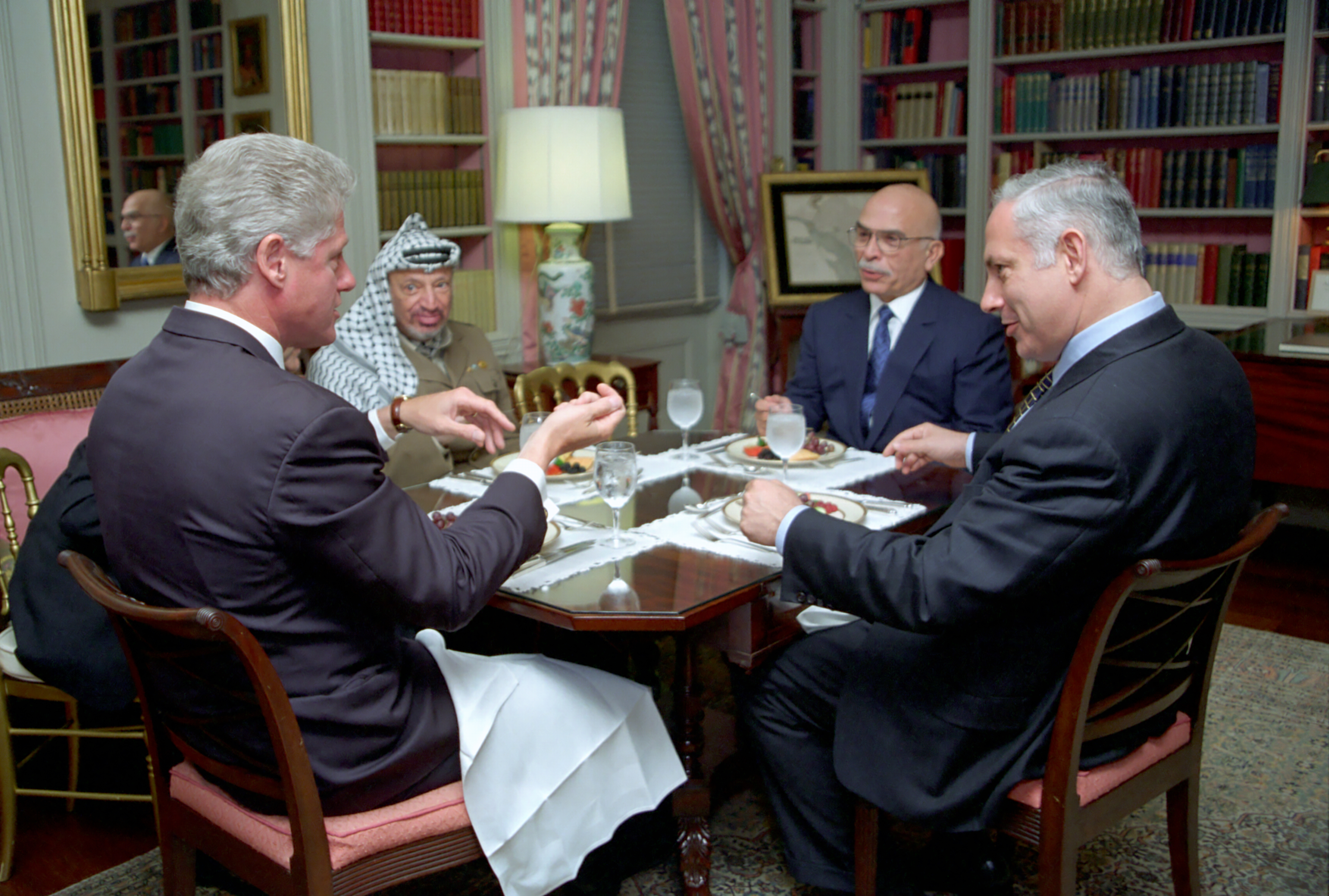
عرفات مع بيل كلينتون والحسين بن طلال وبنيامين نتنياهو

## وصلات خارجية
- ياسر عرفات على موقع IMDb (الإنجليزية)
- ياسر عرفات على موقع الموسوعة البريطانية (الإنجليزية)
- ياسر عرفات على موقع مونزينجر (الألمانية)
- ياسر عرفات على موقع ألو سيني (الفرنسية)
- ياسر عرفات على موقع أول موفي (الإنجليزية)
- ياسر عرفات على موقع قاعدة بيانات الأفلام السويدية (السويدية)
- ياسر عرفات على موقع إن إن دي بي (الإنجليزية)
- ياسر عرفات على موقع ديسكوغز (الإنجليزية)
- ياسر عرفات على موقع قاعدة بيانات الفيلم (الإنجليزية)
- ياسر عرفات على موقع كينوبويسك (الروسية)